# Potres u L'Aquili 2009.
Potres u L'Aquili 2009. označava potres magnitude 6,3 koji se zbio u srednjotalijanskoj regiji Abruzzo 6. travnja 2009. godine. Potresu su prethodile serije od stotinjak manjih podrhtavanja koja su započela u siječnju 2009. godine, a uključivala su i jedan potres magnitude 4,0 koji se dogodio 30. ožujka. Glavnina štete nastala je u srednjovjekovnom gradu L'Aquili. U potresu je poginulo oko 300 ljudi što potres čini najsmrtonosnijim potresom u Italiji u gotovo 30 godina.

## Uzrok
Potres je vjerojatno uzrokovan gibanjem rasjedne linije koja se pruža u smjeru sjever-jug odnosno duž Apeninskog planinskog lanca, iako postoji manja rasjedna linija u smjeru zapad-istok koja presijeca zemlju te je tipično povezana s manjim potresima. Rasjedne linije su povezane s tektonskim gibanjima europske i afričke ploče u tektonski kompleksnom sustavu koji također sadrži mikroploče. Potres se dogodio u 3.32 po lokalnom vremenu (CEST) na dubini od 10 kilometara i s epicentrom udaljenim približno 95 kilometara sjeveroistočno od Rima blizu grada L'Aquile. Zabilježena jačina potresa na ljestvici magnitude momenta iznosila je 6,3.

### Povijesni kontekst
Italiju često pogađaju potresi, no oni su rijetko smrtonosni. Posljednji veći potres bio je potres u Moliseu 2002. magnitude 5,9 prilikom kojeg je poginulo više od 25 ljudi, te je bio najsmrtonosniji u 20 godina. Potresi su obilježili povijest L'Aquile. Grad je bio pogođen 1315., 1349., 1452., 1501., 1646. i 1703.

## Učinci
Potres je uzrokovao štetu na 3.000 do 10.000 zgrada u srednjovjekovnom gradu L'Aquili. Nekoliko je zgrada srušeno, uključujući studentski dom i crkve, te je između 30.000 i 40.000 ljudi ostalo bez domova, a njih 100.000 privremeno su ih napustili. Više od 100 ljudi poginulo je u potresu, među kojima i djeca, a ozlijeđeno je 1.500 ljudi. Mnogi ljudi prijavljeni su kao nestali, dok je nekoliko studenata ostalo zarobljeno pod ruševinama studentskog doma. Glavnom potresu prethodila su dva manja potresa dan prije. Potres se osjetio sve do Rima, te u ostalim dijelovima Lacija, jednako kao u Moliseu, Umbriji i Kampaniji. Škole u regiji Abruzzo ostale su zatvorene, a većina stanovnika L'Aquile napustila je svoje domove i sam grad. U gradskom centru L'Aquile i obližnjem gradu Paganici, koji je također oštećen, mnoge su ulice neprohodne zbog otpale žbuke. Bolnica u L'Aquili, koja je primila mnoge žrtve, pretrpjela je štetu u naknadnom udaru od 4,8 koji je uslijedio sat vremena nakon glavnog potresa. Naknadni udari osjećali su se kroz čitavo jutro i poslijepodne 6. travnja.
Gotovo su svi srednjovjekovni spomenici u L'Aquili oštećeni. Zvonik Bazilike sv. Bernardina srušio se, dok je apsida ozbiljno oštećena. Crkva svete Duše na Piazza Duomo nema više kupolu. Katedrala u L'Aquili nije se oštetila. Bazilika Santa Maria di Collemaggio iz 13. stoljeća srušila se od transepta pa sve do kraja crkve, a Porta Napoli, najstarija gradska vrata, uništena su u potresu. Postojala je zabrinutost i za Nacionalni muzej Abruzza koji se nalazi u dvorcu iz 16. stoljeća, a također su se srušili kupola crkve Anime Sante iz 17. stoljeća i zvonik najveće renesansne crkve u L'Aquili, Svetog Bernardina iz Siene. Kupola barokne crkve sv. Augustina iz 18. stoljeća srušila se, sravnivši sa zemljom prefekturu u kojoj se nalazio državni arhiv u L'Aquili.

## Prethodno upozorenje
Talijanski laborant Gioacchino Giuliani navodno je predvidio potres unaprijed tako što je mjerio emisiju radona iz zemlje. Otpušten je kao širitelj panike i bio je prisiljen ukloniti svoja otkrića s Interneta. Također je prijavljen policiji tjedan dana prije zbog "stvaranja panike" među lokalnim stanovništvom nakon što je predvidio da će se 30. ožujka dogoditi neizbježan potres u Sulmoni oko 50 km od L'Aquile, no ništa se nije dogodilo (štoviše, područje Sulmone pretrpilo je vrlo malo štete u potresu od 6. travnja). Enzo Boschi, pročelnik Talijanskog nacionalnog geofizičkog instituta rekao je "Svaki put kad se dogodi potres pojave se ljudi koji tvrde kako su ga predvidjeli". Dodao je također "Koliko znam do sada nitko nije predvidio potres s preciznošću. Nemoguće je predvidjeti potrese."